# Fiestas de Sants

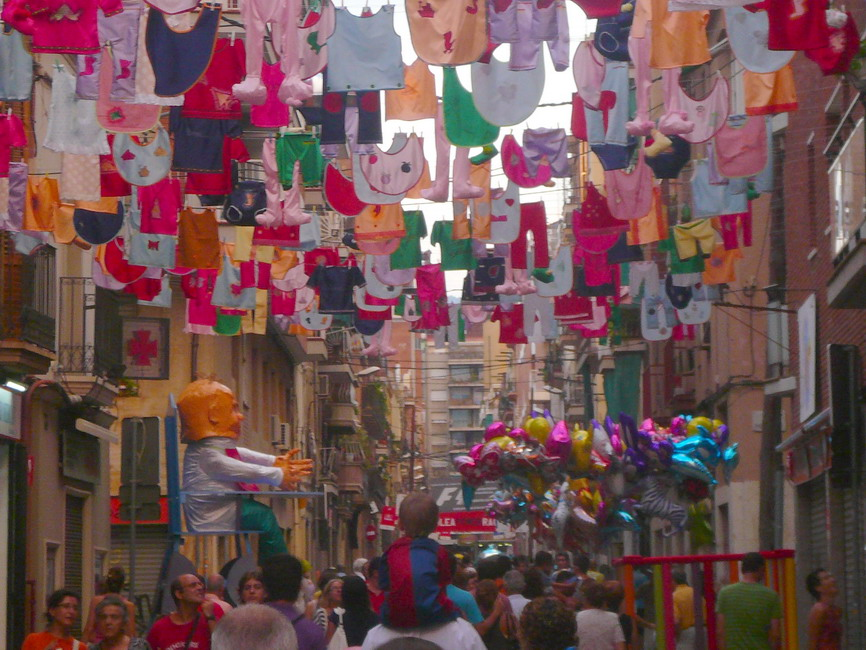
Fiestas de Sants (2008).

Las Fiestas de Sants o Fiesta Mayor de Sants (en catalán: Festa Major de Sants) se celebra en el barrio de Sants (Barcelona) el día de san Bartolomé (24 de agosto). Su elemento más distintivo es la ornamentación de calles, pero también se celebran conciertos, bailes populares, exhibiciones castelleras, gigantes y cabezudos, correfocs de diablos y dragones de fuego y otros eventos festivos.

## Historia y celebración
Santa María de Sants fue un antiguo municipio del llano de Barcelona, anexionado a la Ciudad Condal en 1897. Los primeros indicios de la celebración de la fiesta mayor el día de san Bartolomé proceden del siglo XIX: en 1852 la sociedad La Paz instaló un entoldado en el Hostal Nou. Según el escritor Antoni Careta, a mediados de siglo se celebraban bailes populares como el ball d'en Serrallonga o el de Sant Bartomeu, con soldados romanos, ángeles y demonios. A finales de siglo eran usuales también los Juegos Florales, documentados por primera vez en 1897.
Una de las principales señas de identidad es la decoración de calles, elemento que comparte con las Fiestas de Gracia. En 1943 se realizó el primer concurso de calles. En 1958 se constituyó la Federación de Asociaciones y Comisiones de Calles de la Fiesta Mayor de Sants. Sin embargo, en los años 1960 esta tradición entró en decadencia y, entre 1970 y 1984, se abandonó la decoración de calles. En 1985 se retomó la tradición y, desde entonces, la fiesta ha ido ganando en popularidad. Junto a la ornamentación de calles se suelen celebrar comidas y meriendas comunitarias, conciertos y espectáculos, actuaciones castelleras, ofrendas florales a san Bartolomé y, desde 1983, una carrera ciclista.